# 反常：人人都是性變態
《反常：人人都是性變態》（英語：Perv: The Sexual Deviant in All of Us） 是心理學家傑西·白令撰寫的書籍，於2013年10月8日經《科學人》及法勒、施特勞斯和吉魯出版社聯合出版。作者在《反常》中主張對「性變態」更寬容，關注社會道德文化觀念對有關人士的恐懼及厭惡，並建議以行為有害與否來制定法律和決定醫療介入。
白令是個同性戀者。他在1980年代的美國保守中部長大，感受到對同性戀者的不友善態度，令他曾為自己在性上的小眾身份感到擔憂，對此有所體會。他同時認為學術界「太步步為營」，對性變態的倫理關注太少，於是決定關注跟以往的同性戀一樣，同樣受到社會敵視的性變態。之後花了18個月的時間撰寫這部書籍。
白令在著作中表露出的知識得到讚揚，並讓評論者覺得他相當寬容。但他們對當中有關戀童和成人與兒童之間的性關係的內容褒貶不一，甚有偏負面的跡象。

## 創作

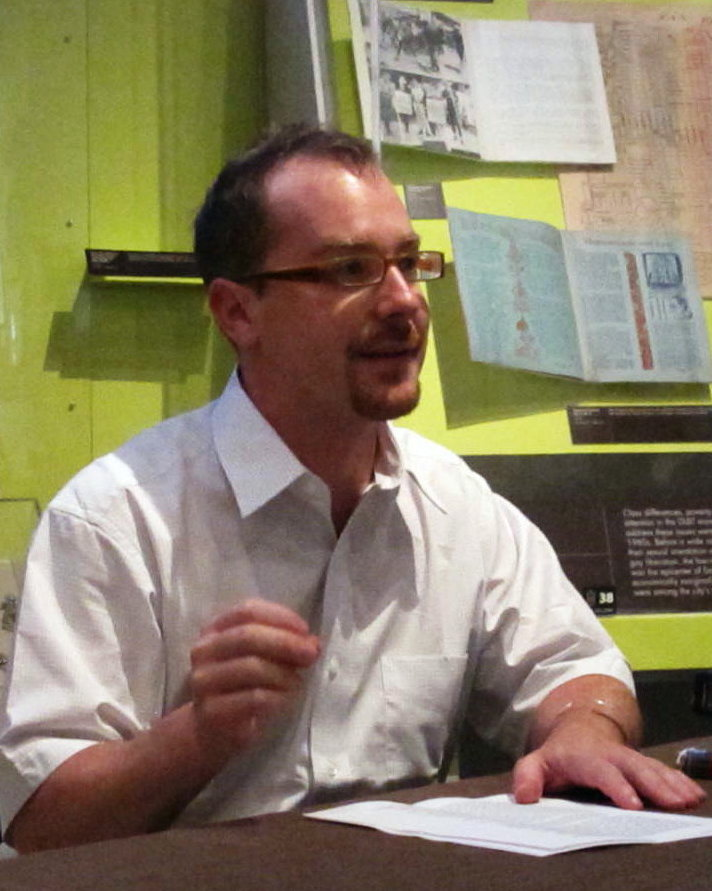
心理學家傑西·白令總共花了18個月的時間撰寫這部書籍

心理學家傑西·白令是個同性戀者。他在1980年代的美國保守中部長大，感受到對同性戀者的不友善態度，使他曾為自己在性上的小眾身份感到擔憂，對此有所體會。他同時認為學術界「太步步為營」，對性變態的倫理關注太少，於是決定關注跟以往的同性戀一樣，同樣受到社會敵視的性變態，並在《科學人》和《Slate》上發表多篇有關性的文章。在《反常》之前，其還出版了一本同樣探討性的著作《下流科學》。
他總共花了18個月的時間撰寫這部書籍。儘管最終成品與其原初的構想不符，但他還是決定交由「讀者評判成品的品質」。在撰寫過程中，他研究了一些案例，並為擁有該些偏好的大多都是男性這一事實，以及當中極不典型的案例感到驚訝。除此之外，他會在撰寫過程中與出版商一起探討書籍內容的走向。比如當他發現在某些文化中被視為正常的性行為，在其他社會會被視為違法時，於腦海內浮現一些問題。於是便跟編輯商量，然後決定以科學挑戰大眾的常見假設作為這本書的主調，並希望讀者能透過科學的目光勇敢面對自己的性變態慾望。封面上的绵羊也源自出版商的提議，以此作為墨迹测验。它具有雙重意思，一方面代表人兽恋，另一方面則代表純潔。

## 內容
|            | 献给你，你这个变态，就是你。 |
| ——書籍献辞 |                              |

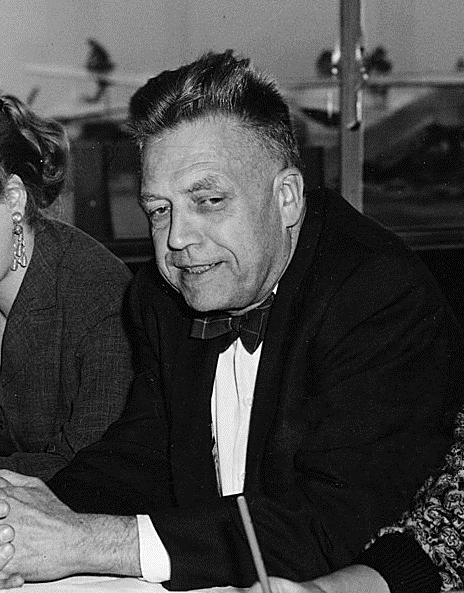
傑西·白令先在開首引用阿尔弗雷德·金赛的語錄，以說明在西方社會認定為性變態會有什麼後果

《反常》一著共分為七個章節。傑西·白令先在開首引用阿尔弗雷德·金赛的語錄，以說明在西方社會認定為性變態會有什麼後果，並指所謂的性變態事實上並非如人們想像的般「變態」。他在書中探討了戀物、性變態等各種用語的起源及之後的應用，並質疑西方人對他們認定的性變態的態度，表示在性上所謂的「正常」因文化而異，因此在評價人們的性時沒有價值。他舉出了「在美國被認定為性癮的性行為頻率會在其他社會認為是正常的」這個例子佐證之。而「性變態」只是統計上較少見的性偏好。大多情況下最應該關注的不是性偏好本身，而是社會道德文化觀念對他們的恐懼及厭惡，主張對「性變態」更寬容，並以行為有害與否來制定法律和安排醫療介入。
他在解釋西方用於代指變態的「pervert」詞源時，指其起初源自宗教信徒對不信仰上帝者的批評，以此延伸到當代西方對性變態的批評很大程度是源自社會規範和道德恐慌，而非任何臨床上的病態。在道德恐慌的情況下，大眾雖然心存善念，但對於性變態感到害怕和欠了解，認為只要腦海出現任何被視為「變態」的性意念就是一種罪惡和危害，並要求社會透過各種手段控制之。他在書中引用各種科學、人類學、法學研究支持自己的論點。比如他引用了一些動物研究，佐證人的性變態欲望會受到早年經歷影響，而非自行選擇的，範圍涵蓋大鼠、绵羊、山羊、由心理學家在家中養育的黑猩猩露西（Lucy）。
白令在著作中回憶了他身為同性戀者活在恐同環境下的經歷，並寫道在過往他們同樣視為「性變態」。此後還舉出了各種各樣的人類「性變態」例子，像是體形偏好、山谷幽闭癖、慕殘、物戀、戀蜜蜂，並加入一些案例和研究發現來說明這些偏好，以及他人應對擁有相關偏好者時的情況。他雖認同應以行為的有害性來制定法律和安排醫療介入，但同時承認性方面的傷害是主觀的，且可能因文化而異。例如他認為肯比亞為使男孩成為獨當一面的戰士而要之為年長男性咂陽吞精的做法不會對男孩有害，因這在當地被認定為正常的，但其本身反對任何成年人與兒童之間的性關係。
白令還在著作中花了不少篇幅探討戀童這一議題，他認為美國是個相當恐懼戀童的社會，而且人們對它的不少觀點或假設沒有科學證據支持。他寫道，戀童只是人們眾多決定實際該如何發生性行為的其中一項偶然因素，本身不具決定性。而社會對他們的污名會讓他們較難應對有關慾望，活在恥辱和恐懼中——白令在著作中表達出對他們的同情。除此之外，還引用研究證明兒童色情製品能為戀童者提供性出路，使實際兒童性侵犯率下降，以此建議各國政府應放寬模擬兒童色情製品的管制。

## 評價與分析
《反常》的目標客群是一般大眾，但心理學家大卫·J·雷表示其對臨床從業者也有一定啟發。部分評論更指明其適合「年輕且對性和科學感興趣」或「成熟」的讀者。儘管如此，《图书馆杂志》的阿希萊·威廉斯（Ashleigh Williams）和性治療師培訓者大衛·里布納（David S. Ribner）皆寫道，這本書中所包含的科學用語或研究可能讓大眾難以理解。但威廉斯認為它的幽默風格和所提到的案例能吸引大眾繼續閱讀。不過《紐約時報》的丹尼爾·伯格納卻認為內容不夠深入，特別是「性變態」的成因。此外，由於該本著作的主題，里布納和《衛報》的史蒂芬·普爾皆表示其應在封面上警告讀者，因他們可能會感受到心理上的衝擊，後者更特別提及自己因這本書而吃不下東西。
其風格在不同評論者眼中有不同看法。普爾形容其整體風格「嚴肅而富有人情味」，儘管語氣時有變化。但伯格納反指《反常》不夠嚴肅。《每日電訊報》的理查·達文波特-海因斯認為其語氣活潑得「像努力取悅學校老師的少年一樣」，不過同時表示傑西·白令最好加入更多的鋪塾。與此同時，《波士頓環球報》的邁克爾·沃什本（Michael Washburn）批評白令在書中太走馬看花，沒有詳細研究每一個「性變態」欲望。此外也有論者認為《反常》的語氣相當「不敬」或「诙谐」，不過把之評為「不敬」的沃什本卻表示這樣的語氣才能讓書籍更有娛樂性。《書目雜誌》的大卫·皮特（David Pitt）同樣讚揚其有娛樂性，但表示同時能夠從當中看出作者認真地探討了一些話題，即人們的多樣性。性治療診所临床主任巴特·谢瓦（Bat Sheva）讚揚其在著作中用到的比喻能幫助人們了解內容。
大卫·J·雷和《獨立報》的萊拉·薩奈（Leyla Sanai）皆認為白令在有關方面擁有廣泛的知識。《新政治家》的弗朗西絲·威爾遜把《反常》跟朱莉·皮克曼（Julie Peakman）的著作《屬於我的快樂》（The Pleasure's All Mine）放在一起比較，形容兩者的作者皆為「世上最寬容的人」。雷表示《反常》應向因為相關問題而向專業人員求助的人推薦，好讓他們接受自己。里布納稱這本書讓人意識到在經過多年呼籲後，在性寬容方面的發展仍然「令人嘆息」。谢瓦形容這著作對性偏離的態度「理性且具同情心」。雜誌《科学家》的鮑伯·格蘭特在短評中總結指，這本書能讓人在政治和道德爭議中冷靜下來。
評論者對書中有關戀童和成人與兒童之間的性關係的內容褒貶不一但偏負面。例如提供兒童色情製品能降低兒童性侵犯率這點便被普爾和薩奈形容為「有爭議」。此外薩奈不認同這方面的傷害可能因文化而異。並以殘割女性生殖器為反駁例子，指若傷害因文化而異，那麼殘割女性生殖器也不應被作者認定為有害。